# Татесина
Татесина (яп. 立科町 Татэсина-мати) — посёлок в Японии, находящийся в уезде Китасаку префектуры Нагано. Площадь посёлка составляет 66,82 км², население — 7410 человек (1 августа 2014), плотность населения — 110,89 чел./км².

## Географическое положение
Посёлок расположен на острове Хонсю в префектуре Нагано региона Тюбу. С ним граничат города Саку, Тино, Томи, Уэда и посёлок Нагава.

## Население
Население посёлка составляет 7410 человек (1 августа 2014), а плотность — 110,89 чел./км². Изменение численности населения с 1980 по 2005 годы:
| 1980 | 8347 чел. |  |
| 1985 | 8455 чел. |  |
| 1990 | 8680 чел. |  |
| 1995 | 8712 чел. |  |
| 2000 | 8609 чел. |  |
| 2005 | 8237 чел. |  |

## Символика
Деревом посёлка считается берёза плосколистная, цветком — ландыш, птицей — Phasianus versicolor.